# Golful Odesa
Golful Odesa sau Golful Odessa (în ucraineană Одеська затока, transliterat: Odeska zatoka) este o parte a Mării Negre situată între Capul Odesa de Nord la nord și Capul Velîkî Fontan la sud. 

## Prezentare generală
Coasta golfului include Capul Langeron și Capul Malyi Fontan. În partea de nord-vest a golfului, estuarele Kuialnik și Hagibei sunt despărțite de bancul de nisip Kuialnik-Hagibei. Din punct de vedere geologic, Golful Odesa este o extensie a Câmpiei Mării Negre. Golful are o formă eliptică, întinzându-se de la sud-vest către nord-est. Porțiunea sa de nord-est este mai puțin adâncă având doar 5 m adâncime, în timp ce în partea sa sud-vestică atinge 14 m.
Golful Odesa este sub influența fluxurilor râurilor Nipru, Nistru și Dunăre. Salinitatea apelor de suprafață este de 10-17‰. 
Orașul Odesa și Portul Odesa sunt situate pe coastele golfului. 